# Ото II фон Халермунд
Ото II фон Халермунд (на немски: Otto II, Graf von Hallermund; * пр. 1320; † 1 ноември 1392) от фамилията Кефернбург, е граф на Халермунд.

## Произход
Той е син на граф Герхард II фон Халермунд († 1345/1346) и съпругата му графиня Елизабет фон Еверщайн-Поле († сл. 1320), дъщеря на граф Ото III фон Еверщайн († 1312/1314) и втората му съпруга Луитгард фон Шладен († сл. 1331).

## Фамилия
Ото II фон Халермунд се жени ок. 22 юли 1353 г. за Аделхайд фон дер Марк († сл. 1371), незаконна дъщеря на граф Адолф II фон Марк († 1348). Те имат децата:
- Ото III фон Халермунд († 8 ноември 1411), женен за Елизабет († сл. 1411)
- Вулбранд фон Халермунд (* пр. 1370; † 23 декември 1436), абат на Корвей (1398 – 1406), епископ на Минден (1406 – 1436)
- София фон Халермунд († сл. 1378)
- дъщеря фон Халермунд, омъжена за Филип фон Шпигелберг